# Dita Roque-Gourary
Judith (Dita) Roque-Gourary (26 de julio de 1915, San Petersburgo – 2010,  Bruselas) fue una arquitecta belga de origen ruso. Tras instalarse en Bélgica en 1938, se convirtió en una activa defensora de las mujeres en la arquitectura.

## Biografía
La familia Roque-Gourary dejó Rusia tras la Revolución rusa de 1917 y se trasladaron a Nápoles (Italia). Estudió en Alemania y Austria. Casi había terminado su graduado en arquitectura en Viena cuando en 1938 se vio forzada a dejar el país a causa del Anschluss. Sin embargo, pudo graduarse en La Cambre en Bruselas, ciudad donde contrajo matrimonio con el también arquitecto Jean Roque. Después de la guerra trabajó con Jean Nicolet-Darche hasta que abrió su propio despacho especializado en la remodelación de residencias de los siglos XIX y XX en el periodo de reconstrucción.
En 1977, Roque-Gourary creó el Sindicato Belga de Mujeres Arquitectas, del que fue presidenta hasta 1983. En una declaración cuando fundó el sindicato dijo: "pretendemos desprendernos del hábito que data de cientos si no miles de años atrás, por el cual a las mujeres sólo les son concedidos roles secundarios. Deseamos probar que somos arquitectos con derecho propio, capaces de completar proyectos valiosos solas o junto a nuestros colegas masculinos." También tomó un papel activo en el Sindicato Internacional de Mujeres Arquitectas (UIFA) en el que fue una oradora persuasiva. Continuó apoyando el papel de la mujer en la arquitectura hasta su jubilación en 1984.